# Magdeburg Hauptbahnhof
Magdeburg Hauptbahnhof ist im Zentrum der Landeshauptstadt Magdeburg in Sachsen-Anhalt gelegen. Der Bahnhof ist ein wichtiger Knoten für den Regionalverkehr und Systemhalt im Fernverkehr. Sein Empfangsgebäude steht unter Denkmalschutz.

## Anlage

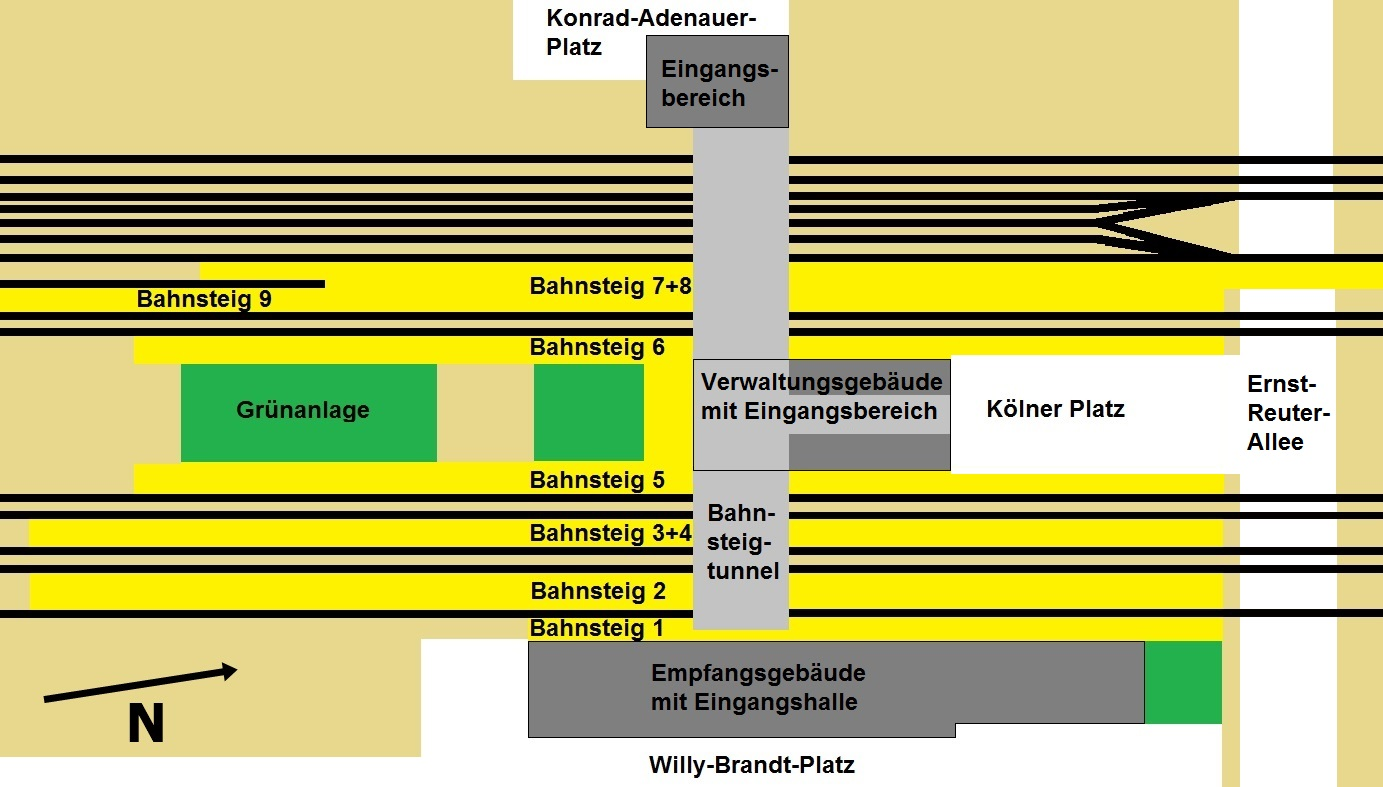
Gleisplan des Hauptbahnhofs

Der Hauptbahnhof ist ein Durchgangsbahnhof, speziell ein Inselbahnhof, da ein Teil des Bahnhofsgebäudes zwischen den Gleisen 5 und 6 liegt. Die Gleise des Bahnhofs sind überdacht und durch Treppen oder Aufzüge zu erreichen. Die Empfangshalle mündet in einen unterirdischen Bahnhofstunnel, der zu den Bahnsteigen führt. Im gesamten Bahnhof befinden sich rund 20 Geschäfte und Gastronomiebetriebe.
Das Hauptbahnhofsgebäude ist im Norden durch den Nebeneingang am Kölner Platz, im Westen durch den Nebeneingang am Konrad-Adenauer-Platz und im Osten durch den Haupteingang am Willy-Brandt-Platz zugänglich. Zurzeit befinden sich am Konrad-Adenauer- und am Willy-Brandt-Platz die Taxistände. Nach dem Bau eines Tunnels für den Individualverkehr am Damaschkeplatz sollen die Taxistände in den kommenden Jahren aber im Westen konzentriert werden. Parkplätze am Bahnhof gibt es an allen drei Bahnhofsvorplätzen. Außerdem kann man im Parkhaus des direkt am Hauptbahnhof gelegenen Einkaufscenters City Carré Magdeburg parken.

## Geschichte

### Vorläufer
An der Stelle des jetzigen Hauptbahnhofs befanden sich ursprünglich Anlagen der Festung Magdeburg. Die zunächst von verschiedenen Bahngesellschaften zwischen 1839 und 1849 errichteten Bahnstrecken von Magdeburg in andere Städte verfügten jeweils über eigene Bahnhöfe. Sie befanden sich in der Nähe der Elbe auf dem westlichen Flussufer, das dafür künstlich aufgeschüttet wurde. Reste der Magdeburger Eisenbahntore zeugen am Elbufer noch von dieser Vergangenheit. Mit der zunehmenden Industrialisierung und wachsenden Bedeutung Magdeburgs wuchs der Platzbedarf für Bahnhöfe. Ein zentraler Bahnhof war jedoch im Bereich der Elbe nicht zu realisieren.

### Vorgeschichte
Die bereits bestehenden Bahnanlagen der Stadt Magdeburg wurden den schnell wachsenden Verkehrsaufgaben nicht mehr gerecht. Der Bau eines neuen Zentralbahnhofs wurde dringlich, allerdings stand in der Stadt kein Gelände zur Verfügung. Sowohl die Stadt Magdeburg als auch verschiedene Eisenbahngesellschaften hatten langwierige Verhandlungen mit den Militärbehörden geführt, um das nicht mehr benötigte Festungsgelände zu kaufen, zunächst gemeinsam, schließlich parallel. 1870 konnten die drei Eisenbahngesellschaften Berlin-Potsdam-Magdeburger Eisenbahngesellschaft, Magdeburg-Halberstädter Eisenbahngesellschaft, Magdeburg-Köthen-Halle-Leipziger-Eisenbahngesellschaft 33 Hektar des Festungsgeländes im Westen erwerben.

### Bau ab 1870

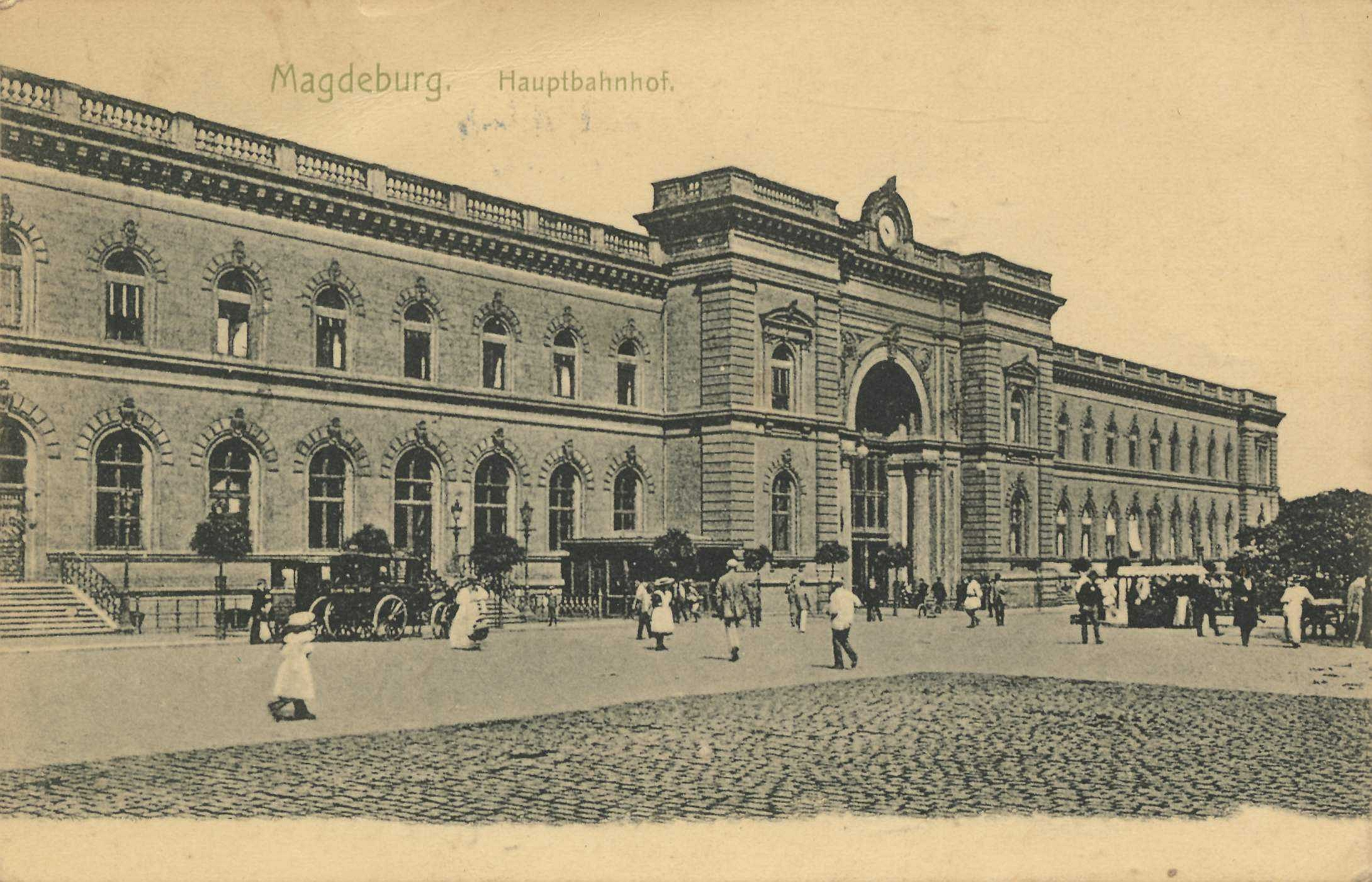
Hauptbahnhof Magdeburg auf einer Ansichtskarte aus dem Jahr 1907

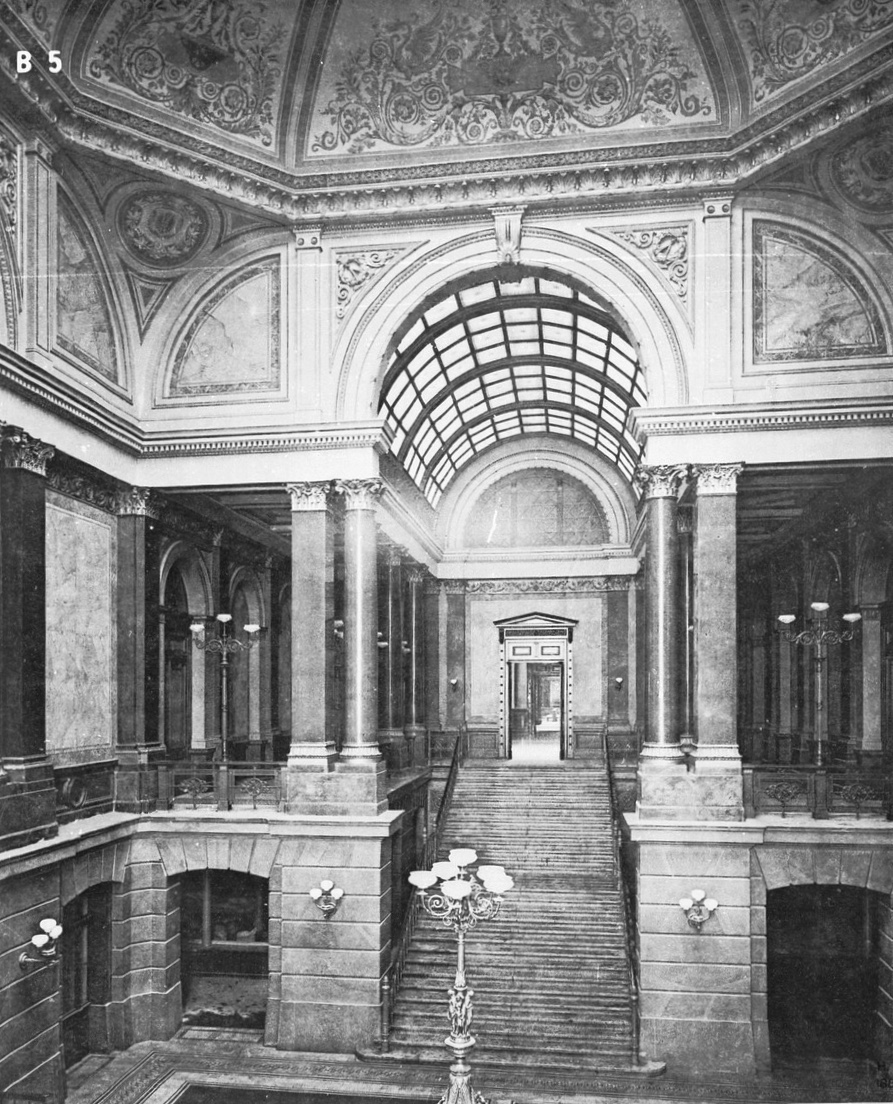
Vestibül des Bahnhofs, um 1885

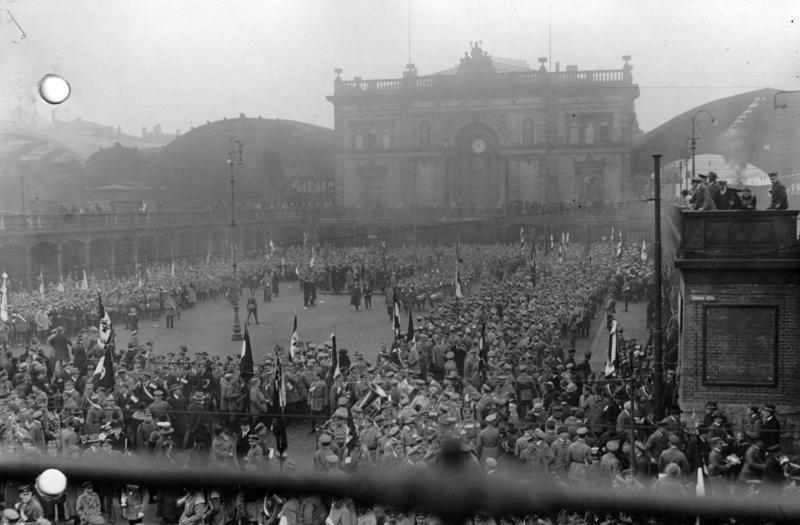
Ehemaliges Westempfangsgebäude und Bahnhofshalle (Januar 1925) – heute Kölner Platz

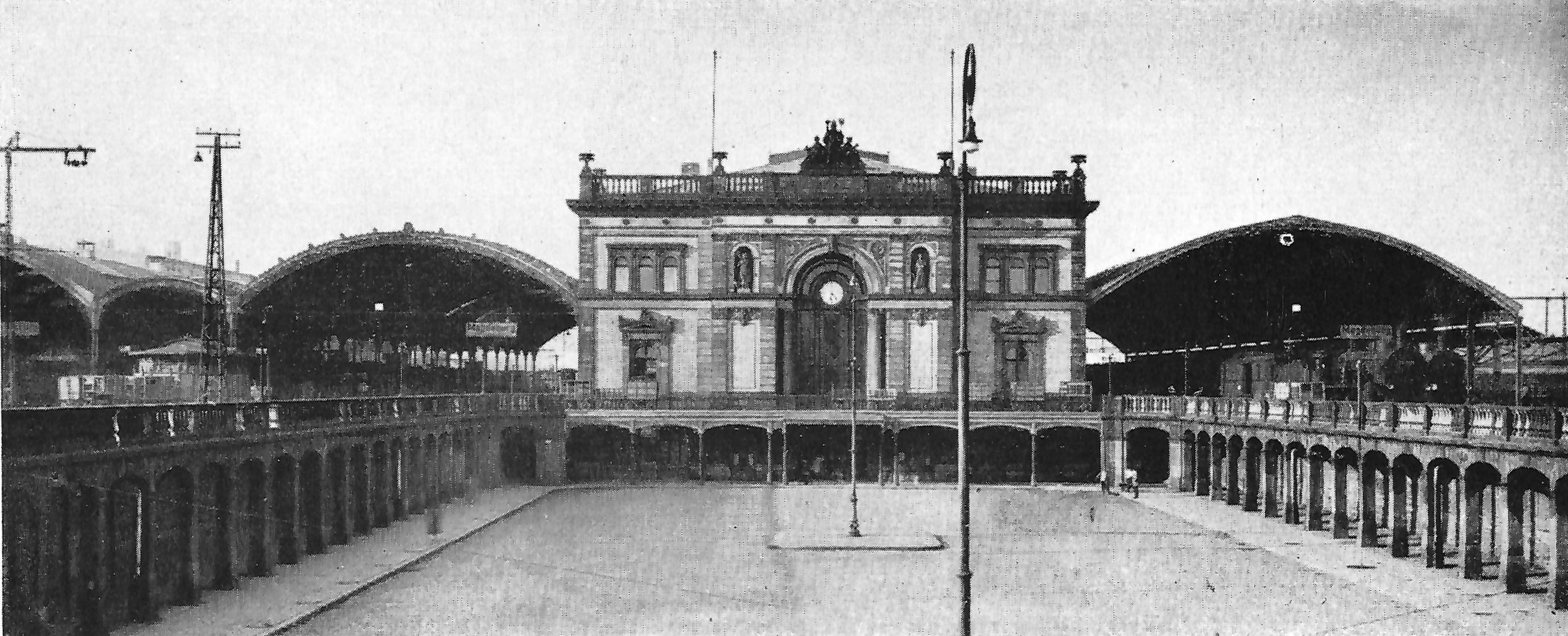
Westempfangsgebäude in den 1920er Jahren

Im Jahre 1870 wurde der Grundstein für den neuen Zentralbahnhof Magdeburg gelegt. Beteiligt waren die Berlin-Potsdam-Magdeburger Eisenbahngesellschaft und Magdeburg-Halberstädter Eisenbahngesellschaft, die stark unter den beengten Platzverhältnissen der Bahnanlagen am Ufer der Elbe zu leiden hatten. Die Magdeburg-Köthen-Halle-Leipziger Eisenbahngesellschaft zeigte hingegen kein großes Interesse am Neubau, da sie mit der bestehenden Situation kaum Probleme hatte.
Die Eisenbahngesellschaften wollte jeweils ein eigenes repräsentatives Empfangsgebäude besitzen. Die Magdeburg-Köthen-Halle-Leipziger Eisenbahngesellschaft baute zwischen 1872 und 1882 das östliche Empfangsgebäude im Stil eines toskanischen Palazzos. Die Außenverkleidung bestand aus Sandstein, der in Ostlutter bei Lutter am Barenberge im heutigen Landkreis Goslar gewonnen worden war. Das westliche Empfangsgebäude wurde von der Berlin-Potsdam-Magdeburger Eisenbahngesellschaft erbaut und wurde von der Magdeburg-Halberstädter Eisenbahngesellschaft mitgenutzt. Im Gegensatz zum östlichen Gebäude wurde hier für die Nordfassade Nebraer Sandstein verwendet: Die Wandflächen bestanden hingegen aus Ziegelblendsteinen. Beide Gebäude waren gleich lang und durch einen Personen- und einen Gepäcktunnel miteinander verbunden. Die Bahnsteige wurden jeweils mit Hallen überspannt.
Am 15. Mai 1873 verkehrte bereits der erste Zug zwischen dem neuen Zentralbahnhof und der Stadt Burg. Die offizielle Übergabe für den Verkehr erfolgte am 18. August 1873. Die Bauarbeiten waren aber erst um das Jahr 1893 vollständig abgeschlossen.
Neben den Bahnanlagen für den Reiseverkehr entstanden auch umfangreiche Güterverkehrsanlagen. So wurden südöstlich des Empfangsgebäudes der Magdeburg-Köthen-Halle-Leipziger Eisenbahngesellschaft die dazugehörigen Güterverkehrsanlagen gebaut. Die Berlin-Potsdam-Magdeburger Eisenbahngesellschaft hatte dagegen ihre Anlagen westlich des eigenen Empfangsgebäudes. Natürlich wurden auch Behandlungsanlagen für die Lokomotiven und Wagen der jeweiligen Eisenbahngesellschaft benötigt. Für die Lokomotiven wurden südlich (zwischen den Strecken nach Magdeburg-Sudenburg und Magdeburg-Buckau) zwei große Rundlokschuppen erbaut. Von diesen Anlagen ist nur noch das Sozialgebäude erhalten. Dieses beheimatete bis Mitte der 1990er Jahre eine Betriebsakademie, steht nun jedoch leer.
Für die Wagen wurde südlich vom mittleren Empfangsgebäude ein Wagenschuppen errichtet. Auf dem Gelände werden heute noch Reisezugwagen der Deutschen Bahn AG gewartet. Mit der Verstaatlichung der Eisenbahngesellschaften im Jahre 1880 wurden alle Anlagen zusammengefasst und fortan als eine Betriebsstelle betrachtet. Die Gleisgeometrie hat sich, abgesehen von Umbauten zur Einführung des S-Bahn-Betriebes im Jahr 1974, kaum verändert.
Am 1. Juli 1923 erreichte der erste mit einer E-Lok bespannte Zug aus Richtung Zerbst den Magdeburger Hauptbahnhof. Die Arbeiten hatten bereits 1910 begonnen, ruhten dann wegen des Ersten Weltkriegs und setzten sich erst Anfang der zwanziger Jahre fort. Ab dem 7. Oktober 1934 konnte man dann auch elektrisch nach Halle (Saale) fahren.

### Zerstörung 1945 und Wiederaufbau

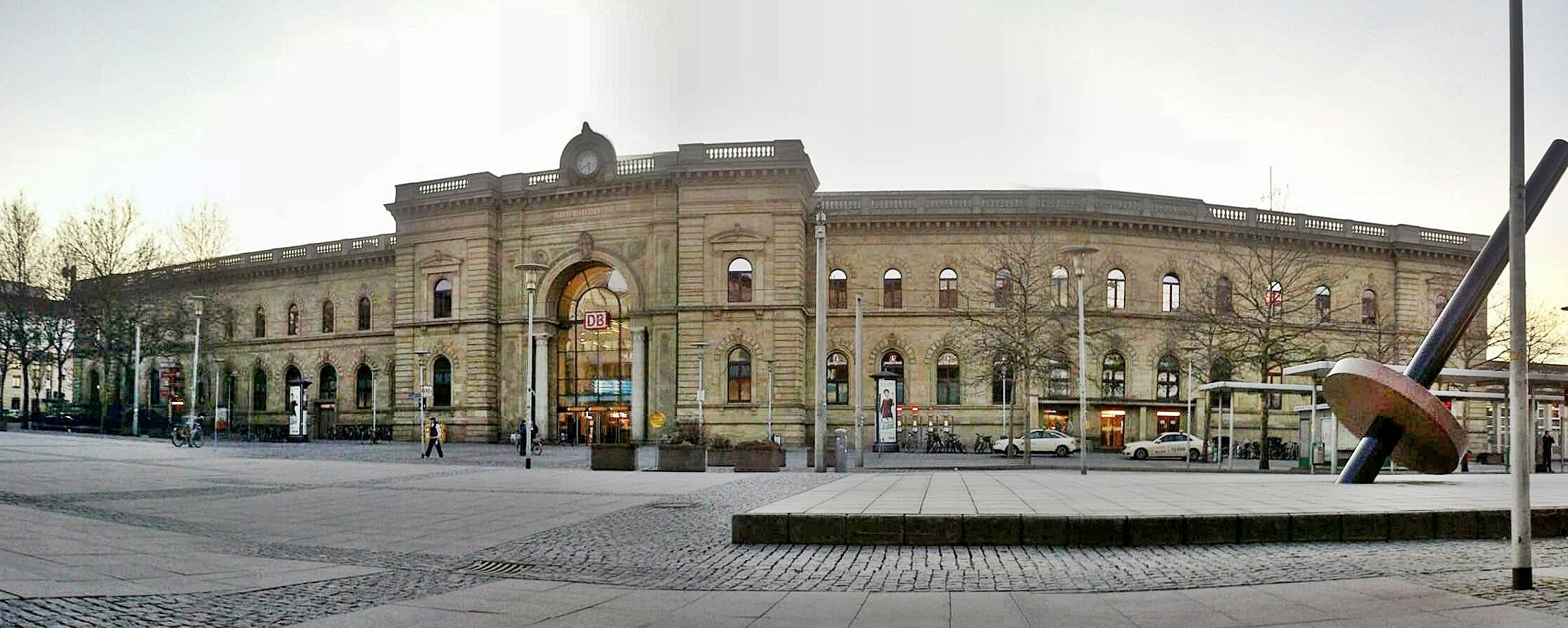
Panorama vom Willy-Brandt-Platz aus

Der alliierte Luftangriff auf Magdeburg am 16. Januar 1945 traf auch den Hauptbahnhof. Das mittlere Empfangsgebäude wurde völlig zerstört und nicht wieder aufgebaut. Das östliche Empfangsgebäude erlitt schwere Schäden, die Bahnsteighallen brachen zum Teil zusammen. Die Gleisanlagen waren mit Bombentrichtern übersät, die Stellwerke zum Teil zerstört.
Ende März 1946 waren die elektrisch betriebenen Strecken in der Sowjetischen Besatzungszone wieder vollständig befahrbar, dann verfügten die sowjetischen Militärbehörden die Einstellung dieses Verkehres und die sofortige Demontage der Fahrleitungsanlagen. Fahrzeuge gingen als Reparationsgut in die Sowjetunion und kam erst Anfang der 1950er Jahre in die damalige Deutsche Demokratische Republik in stark reduziertem und reparaturbedürftigem Umfang zurück. Das Bahnnetz wurde nunmehr zum dritten Mal elektrifiziert, und erst ab 12. Januar 1957 gab es wieder einen elektrischen Zugbetrieb. 1946 hatte der Wiederaufbau des Hauptbahnhofes begonnen, jedoch ohne die Dachkonstruktionen der historischen Bahnhofshalle. Anstelle des Inselbahnhofs entstand 1961/62 ein Verwaltungsgebäude.

### Umbau und Modernisierung

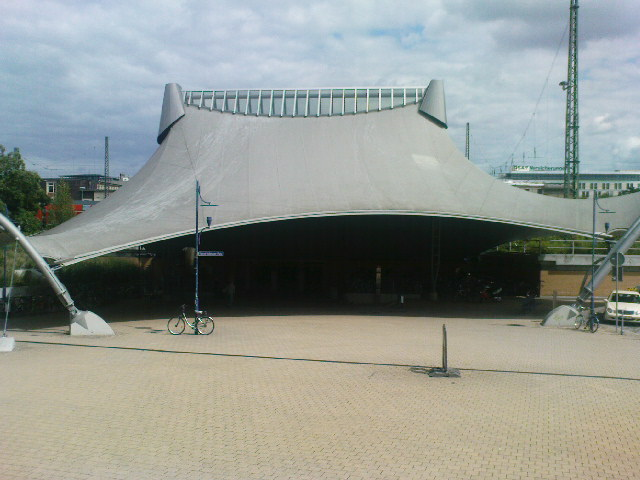
Ausgang zum Konrad-Adenauer-Platz

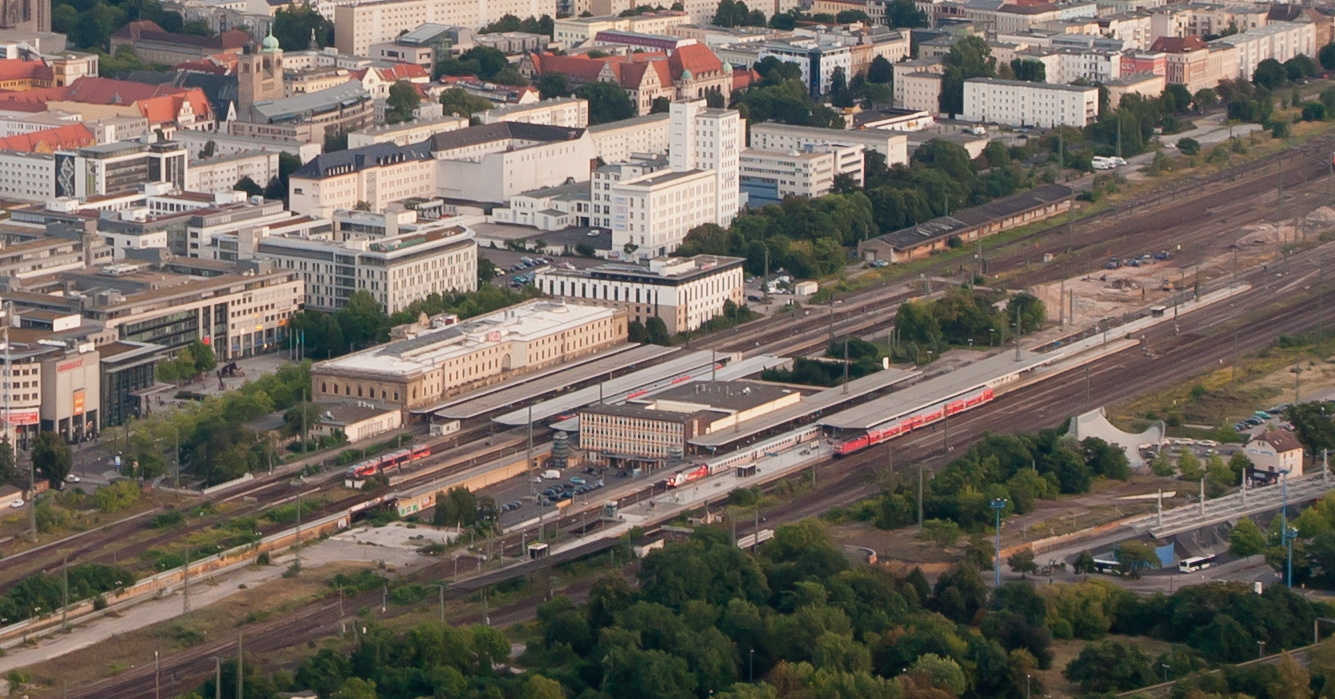
Luftaufnahme aus dem Jahr 2012

1974 nahm die S-Bahn Magdeburg ihren Betrieb auf. Von 1976 bis 1991 fuhr der Städteexpress Börde in die Hauptstadt der DDR. Weitere größere Umbaumaßnahmen gab es 1984. Im Jahre 1992 wurden die Bahnsteige erneut umgebaut, nun für den ICE-Betrieb. Neben der Verlängerung einzelner Bahnsteige wurde 2003 der Fußgängertunnel nach Westen verlängert, so dass der Bahnhof seither auch vom Konrad-Adenauer-Platz zugänglich ist. Damit entstand ein neuer Eingangsbereich, welcher zudem die Verbindung zum Busbahnhof, einen Taxistand und Parkplätze umfasst.
Unter der Projektbezeichnung Magdeburg 21 sollte der Hauptbahnhof zu einer modernen Drehscheibe im Bahnverkehr werden. Im Zuge des Bahnhof-21-Projekts, das 1993 Aufnahme in den Bundesverkehrswegeplan fand, sollten 35 Hektar Flächen für die Stadtentwicklung zur Verfügung gestellt werden. Um die Verkehrs- und Betriebsabläufe zu optimieren und Taktzeiten zu minimieren, sollten Gleise, Weichen, Oberleitungsanlagen, Signal- und Sicherungstechnik sowie die Bahnsteiganlagen um- und neugebaut werden. Die Entflechtung des Spurplans sollte außerdem die Geschwindigkeit, mit der Züge den Bereich des Knotens Magdeburg passieren können, erhöhen. Ein besonderer Knotenpunkt sollte Magdeburg in einem neuen Nord-Süd-Korridor durch Deutschland werden. Dieser sollte bereits bestehende, überlastete Hauptverkehrsstrecken entlasten und wichtige Hafenstädte mit dem Hinterland verknüpfen.
Von 2000 bis 2004 wurden bereits über 280 Millionen in das Gleisnetz rund um den Bahnhof investiert. Am 22. Juni 2003 ging das erste von drei Elektronischen Stellwerken (ESTW) im Knoten Magdeburg in Betrieb. Damals war es wegen der großen Fläche und der hohen Anzahl an Weichen das größte ESTW in Europa. Für insgesamt 150 Millionen Euro traten drei ESTW an die Stelle von 22 alten Stellwerken, die zumeist aus dem frühen 20. Jahrhundert stammten. Das zweite Stellwerk folgte im November des gleichen Jahres, das dritte am 21. März 2004.
Die 2007 begonnenen Umbaumaßnahmen des südwestlichen Bahnhofskopfes sind bereits abgeschlossen. Im Zuge des Bauabschnittes Mitte wurden großzügig Gleisanlagen und sechs innerstädtische Brückenbauwerke modernisiert. Die größten Probleme bereiteten die Eisenbahnbrücken über die Ernst-Reuter-Allee. Der Bereich unter den Brücken gilt als Nadelöhr im Berufsverkehr, da beidseitig zweispurige Straßen in und aus der Innenstadt auf eine Spur reduziert wurden. Zudem knickt die zwischen den Spuren liegende Straßenbahnstrecke ab und sorgte zusammen mit den Ampelschaltungen für häufigen Stau. Deswegen ist geplant, den Autoverkehr in ein 90 Millionen Euro teures Tunnelbauwerk zu verlegen; darüber liegend bleiben nur noch Fuß-, Fahrrad- und Straßenbahnverkehr auf einer Ebene. So könnten die Brücken erneuert werden, ohne die Widerlager zu ersetzen. Gegen den Tunnel lagen mehrere Klagen vor, da befürchtet wurde, dass dieser den Stau nicht entschärfen würde und sich wegen der geringen Höhe des Tunnels der LKW-Verkehr in der Innenstadt verstärken könnte. Das Bundesverwaltungsgericht hat diese Klagen aber endgültig abgewiesen, der Tunnel durfte somit ab 2015 gebaut werden.
In mehreren Schritten werden die Gleise umgebaut und die Bahnsteigzugänge barrierefrei. 2016 und 2017 wurden zunächst die Güterzuggleise an der westlichen Seite des Bahnhofs am Damaschkeplatz modernisiert, danach folgten 2017 und 2018 die Gleise 6 bis 8. Abschließend wurde 2018 und 2019 an den Gleisen 2 bis 5 gebaut.
Seit dem 12. Mai 2019 ist die neue Eisenbahninfrastruktur einschließlich der neu gebauten Bahnsteige 2 bis 5 in Betrieb. Im Mai 2020 wurden Arbeiten an den Personenunterführungen begonnen, ebenfalls 2020 begannen die Arbeiten zur Modernisierung der Empfangshalle. Es war geplant, das Umbauprojekt des Bahnknotens Magdeburg im Jahr 2021 fertigzustellen. Inzwischen wird mit einer Fertigstellung Ende 2027 gerechnet.

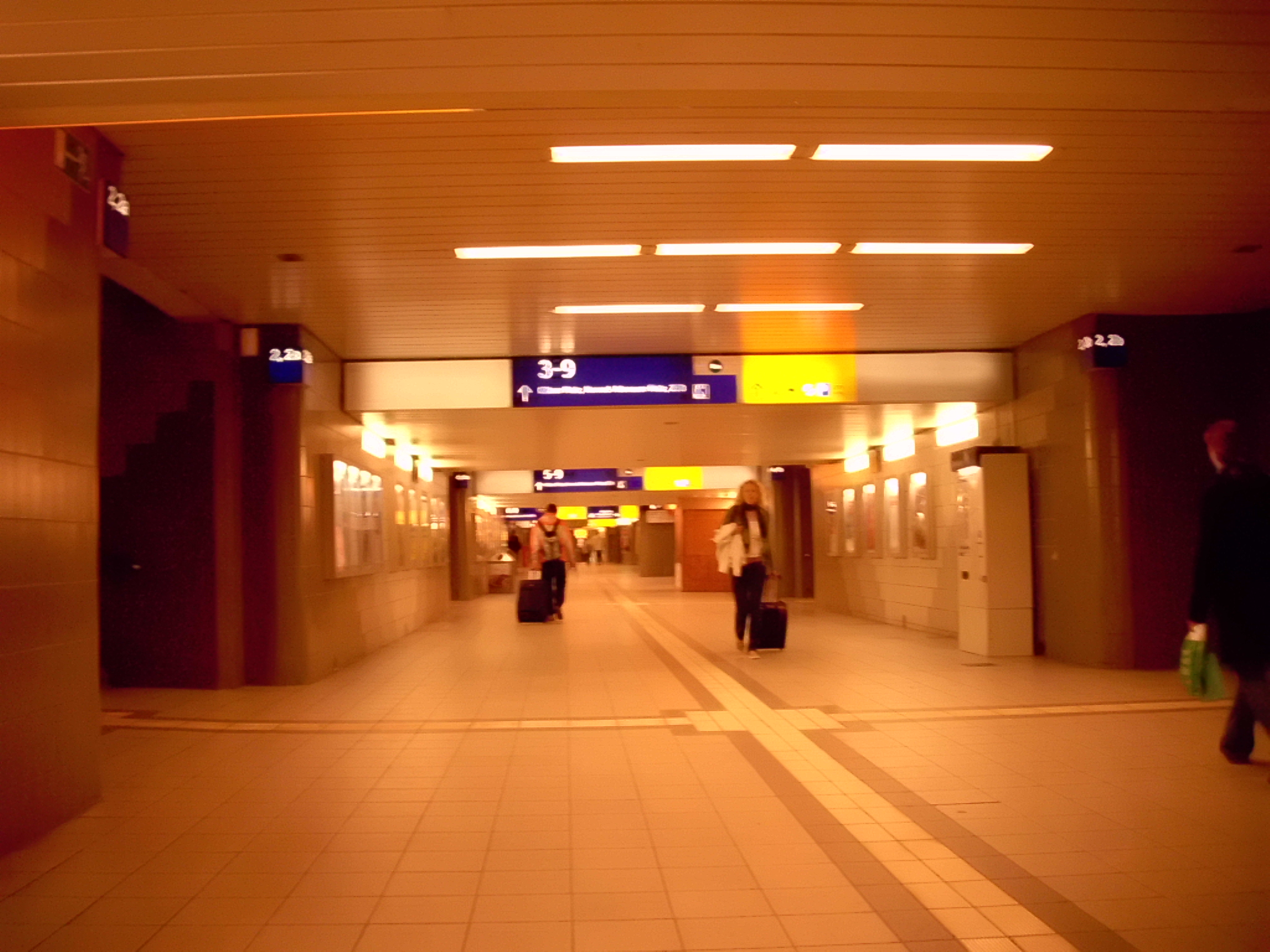
Tunnel zu den Bahnsteigen
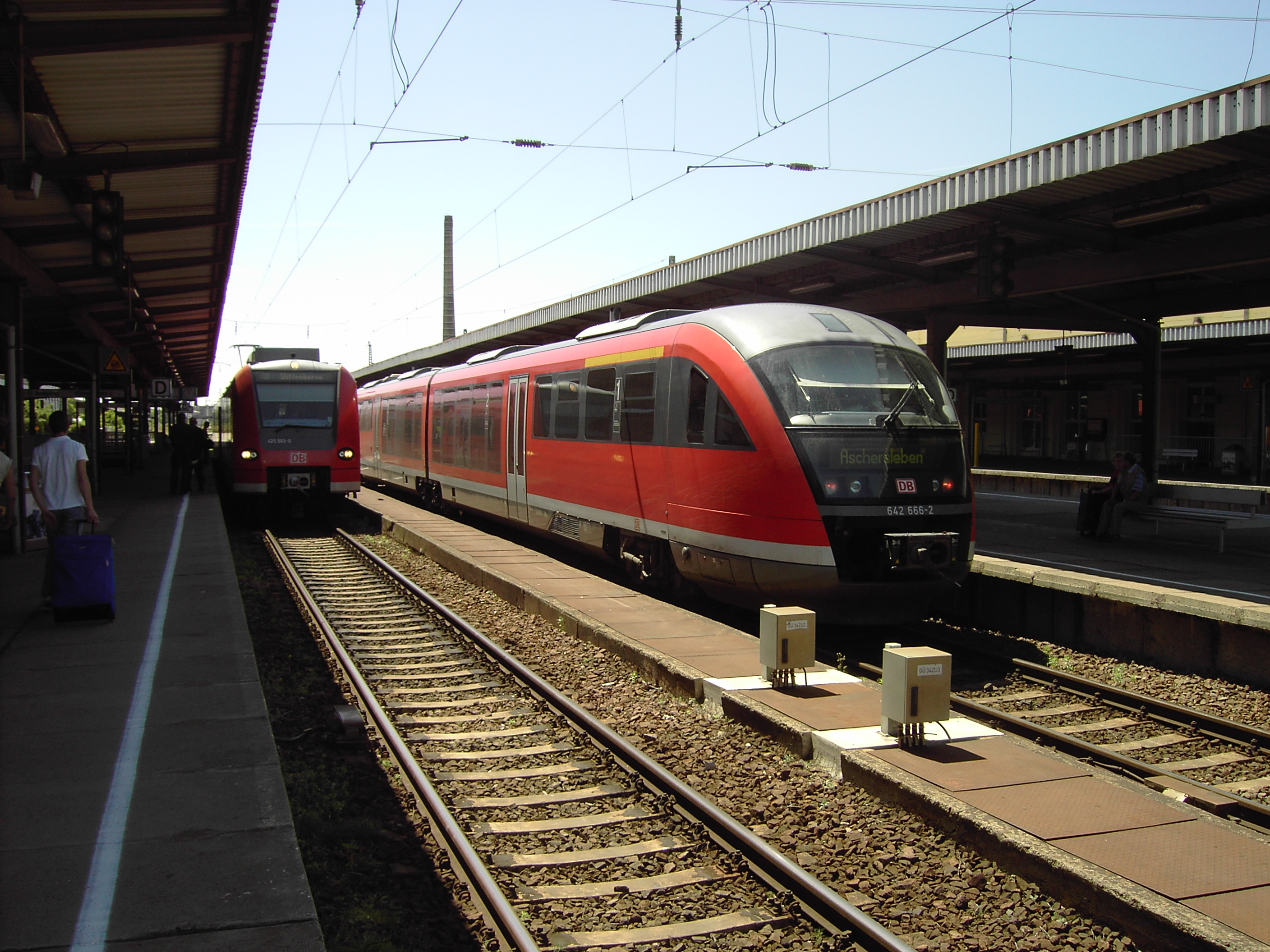
Einfahrt von RB-Zügen in den Hauptbahnhof
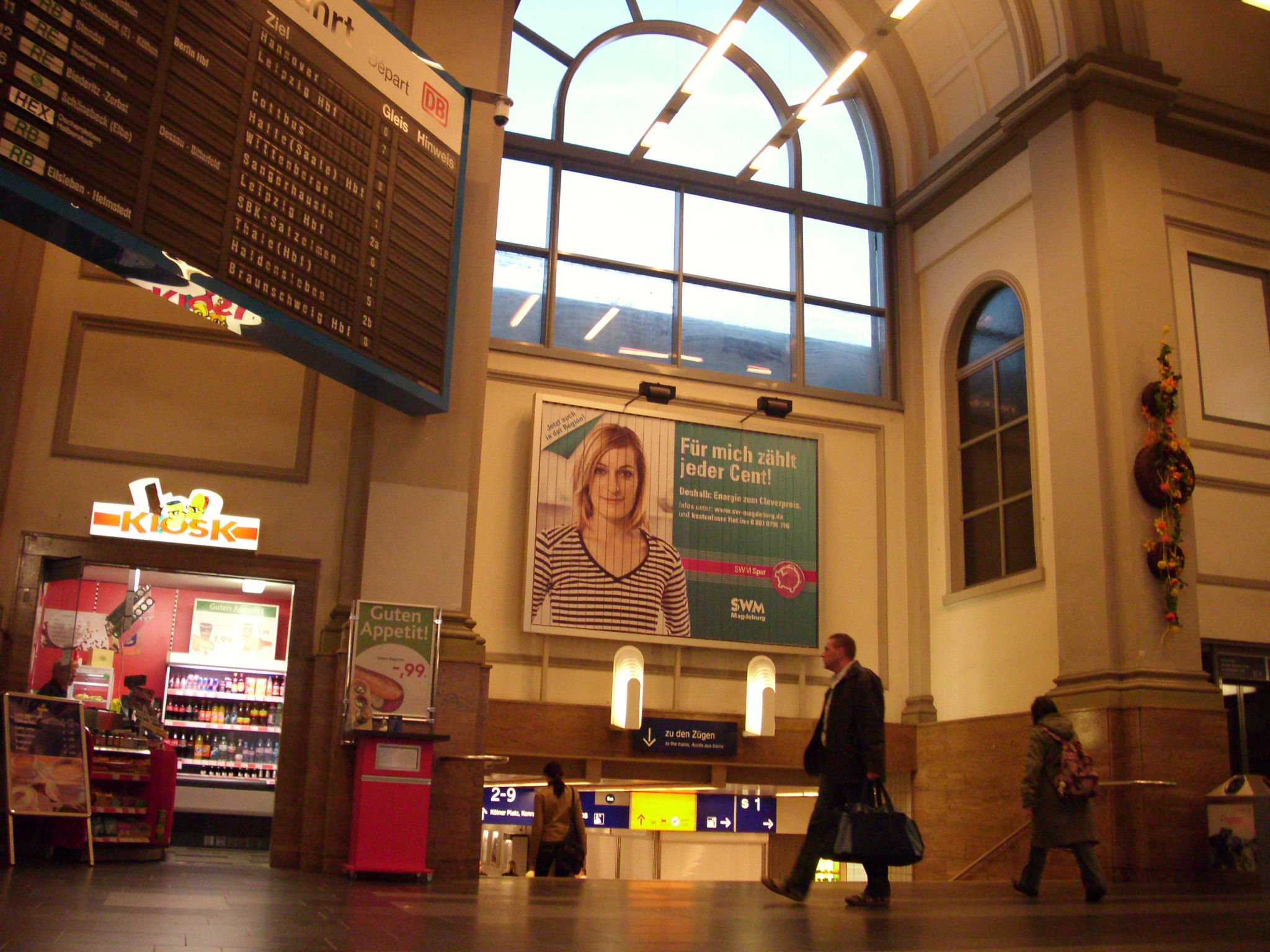
Eingangshalle mit Verbindungstreppe zu den Bahnsteigen

Der Raum Magdeburg soll im Zuge des „Starterpakets“ der Digitalen Schiene Deutschland, als Teil des TEN-Kernnetzkorridors Skandinavien–Mittelmeer, bis 2030 mit Digitalen Stellwerken und ETCS ausgerüstet werden.

## Verkehrsanbindung
Der Hauptbahnhof ist der wichtigste Bahnhof in Magdeburg und hat neben dem Halleschen Hauptbahnhof eine zentrale Funktion für den Schienenverkehr in Sachsen-Anhalt. Er ist an das Fernverkehrsnetz und an den Schienenpersonennahverkehr angebunden. Dabei verdichten sich die IC-Linien 55 und 56 zu einem Stundentakt zwischen Leipzig und Hannover. Es verkehren zudem einzelne ICE-Zugpaare in Richtung Berlin Ostbahnhof, Basel SBB, Dresden und Stuttgart. Er ist ebenfalls an die S-Bahn Mittelelbe angeschlossen. Täglich passieren rund 800 Züge den Eisenbahnknoten Magdeburg.
Über den unmittelbar angrenzenden Zentralen Omnibusbahnhof (ZOB) und durch die Straßenbahn ist der Hauptbahnhof mit dem innerstädtischen und regionalen ÖPNV verbunden.
Aufgrund des Hochwasser in Mitteleuropa 2013 und der damit verbundenen Sperrung der Schnellfahrstrecke Hannover–Berlin im Raum der Elbebrücke Hämerten bei Stendal wurden bis 4. November 2013 viele Fernverkehrszüge über Magdeburg umgeleitet und hielten auch dort.

### Fernverkehr
| Linie                    | Fahrtverlauf | Takt (min)            | Betreiber      |
| ------------------------ | --- | --------------------- | -------------- |
| ICE 55                   | Dresden – Leipzig – Halle (Saale) – Magdeburg – Braunschweig – Hannover – Dortmund – Wuppertal – Köln – Bonn – Koblenz – Mainz – Mannheim – Heidelberg – Stuttgart                        | einzelnes Zugpaar     | DB Fernverkehr |
| ICE                      | Berlin Ostbahnhof – Berlin Hbf – Potsdam – Brandenburg – Magdeburg – Braunschweig –Hannover – Dortmund – Essen – Köln – Frankfurt (M) Flughafen Fernbf – Mannheim – Karlsruhe – Basel SBB | einzelnes Zugpaar     | DB Fernverkehr |
| IC 55                    | Dresden – Leipzig – Halle (Saale) – Magdeburg – Braunschweig – Hannover – Dortmund – Wuppertal – Köln – Stuttgart                                                                         | 120                   | DB Fernverkehr |
| IC 56                    | Leipzig – Halle (Saale) – Köthen – Magdeburg – Braunschweig – Hannover – Bremen – Oldenburg (Oldenburg) – Emden – Norddeich Mole (saisonal Cottbus/Emden Außenhafen)                      | 120                   | DB Fernverkehr |
| IC 57                    | (Leipzig – Halle (Saale) – Köthen –) Magdeburg – Stendal – Ludwigslust – Hamburg/Schwerin – Bad Kleinen – Bützow – Rostock (– Warnemünde)                                                 | drei Zugpaare täglich | DB Fernverkehr |
| Stand: 15. Dezember 2024 | |                       |                |

### Regional- und S-Bahn-Verkehr
| Linie                    | Fahrtverlauf                                                                                            | Takt (min)                                                                               | Betreiber       |
| ------------------------ | --- | ---------------------------------------------------------------------------------------- | --------------- |
| HBX                      | Berlin – Potsdam – Magdeburg – Halberstadt (Zugteilung) – Quedlinburg – Thale / Wernigerode – Goslar    | Einzelne Züge (Fr–So)                                                                    | start           |
| RE 1                     | Magdeburg – Burg – Genthin – Brandenburg – Potsdam – Berlin – Frankfurt (Oder) (– Cottbus)              | 060                                                                                      | ODEG            |
| RE 6                     | Magdeburg – Haldensleben – Oebisfelde – Wolfsburg                                                       | Einzelne Züge                                                                            | start           |
| RE 10                    | Magdeburg – Schönebeck – Güsten – Sandersleben – Hettstedt – Sangerhausen – Sömmerda – Erfurt           | 120                                                                                      | start           |
| RE 11                    | Magdeburg – Osterweddingen – Oschersleben – Halberstadt – Wegeleben – Quedlinburg – Thale               | 060                                                                                      | start           |
| RE 13                    | Magdeburg – Biederitz – Gommern – Zerbst – Dessau – Bitterfeld – Delitzsch – Leipzig                    | 060                                                                                      | DB Regio Südost |
| RE 20                    | Schönebeck-Bad Salzelmen – Schönebeck – Magdeburg – Tangerhütte – Stendal – Salzwedel – Uelzen          | 060                                                                                      | DB Regio Südost |
| RE 21                    | Magdeburg – Osterweddingen – Oschersleben – Halberstadt – Wernigerode – Ilsenburg – Vienenburg – Goslar | 120                                                                                      | start           |
| RE 30                    | Magdeburg – Magdeburg-Buckau – Schönebeck – Calbe – Köthen – Halle (Saale)                              | 060                                                                                      | DB Regio Südost |
| RE 31                    | Magdeburg – Osterweddingen – Oschersleben – Halberstadt – Langenstein – Blankenburg                     | 120                                                                                      | start           |
| RB 36                    | Magdeburg – Barleben – Haldensleben – Wegenstedt – Oebisfelde – Wolfsburg                               | 060 (Magdeburg–Haldensleben) 120 (Haldensleben–Wolfsburg)                                | start           |
| RB 40                    | (Genthin –) Burg – Biederitz – Magdeburg – Eilsleben – Helmstedt – Königslutter – Braunschweig          | 060                                                                                      | DB Regio Südost |
| RB 41                    | Magdeburg – Schönebeck – Staßfurt – Güsten – Aschersleben                                               | 120                                                                                      | start           |
| RB 43                    | Magdeburg – Magdeburg-Buckau – Dodendorf – Osterweddingen – Langenweddingen – Oschersleben              | 060 (Mo–Fr) 120 (Sa–So)                                                                  | start           |
| RB 47                    | Magdeburg – Magdeburg-Buckau – Schönebeck – Calbe – Bernburg – Könnern – Halle-Trotha – Halle (Saale)   | einzelne Züge                                                                            | start           |
| S 1                      | Schönebeck-Bad Salzelmen – Magdeburg – Wolmirstedt – Zielitz – Tangerhütte – Stendal – Wittenberge      | 060 (Schönebeck–Stendal) 060 (Stendal–Wittenberge Mo–Fr) 120 (Stendal–Wittenberge Sa–So) | DB Regio Südost |
| Stand: 15. Dezember 2024 | |                                                                                          |                 |

## Öffentlicher Personennahverkehr

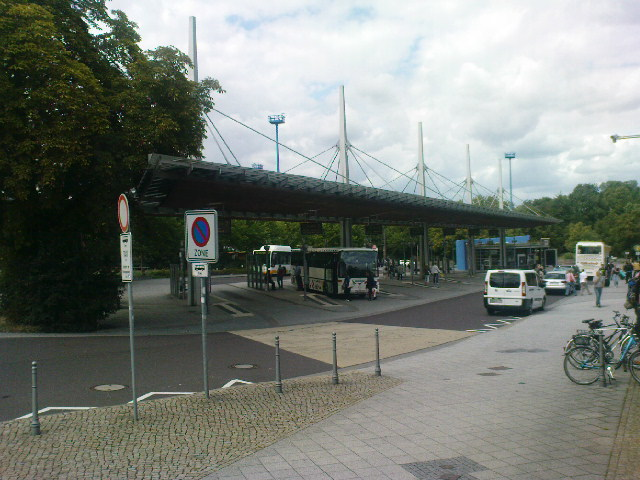
Busbahnhof Magdeburg

Der Hauptbahnhof Magdeburg ist tagsüber durch die Straßenbahnlinien 1, 3, 4, 6, 8 und 9 sowie die Stadtbuslinie 59, nachts durch die Nachtbuslinien N 4 und N 5 der MVB an den Nahverkehr angebunden. Erreichbar ist er über die Haltestellen Hauptbahnhof Ost, ZOB und Hauptbahnhof Nord.
Außerdem befindet sich zwischen dem Damaschkeplatz und dem Hauptbahnhof der ZOB Magdeburg, welcher an regionale und überregionale Buslinien angeschlossen ist.

### Individualverkehr
Zentraler Verkehrsknotenpunkt der Stadt ist der Damaschkeplatz direkt am Hauptbahnhof. Über diesen verläuft der Magdeburger Ring (B 71) als Hochstraße, durch den die Bundesautobahnen 2 und 14 zu erreichen sind. Im Osten unterläuft die Ernst-Reuter-Allee die Schnellstraße. Sie ist die Hauptverkehrsader der Innenstadt für den Verkehr aus den westlichen Stadtteilen Magdeburgs, genauso wie die parallel zum Magdeburger Ring verlaufenden Erzbergerstraße/Otto-von-Guericke-Straße für den Verkehrsfluss aus dem Norden in die Innenstadt.
Parkplätze der Deutschen Bahn befinden sich am Willy-Brandt-Platz und am Konrad-Adenauer-Platz. Diese sind unterteilt in Kurzzeitparkplätze, Parkplätze mit einer maximalen Parkdauer von 24 Stunden und Langzeitparkplätze. Außerdem befindet sich direkt am Bahnhof das Parkhaus des City-Carré Magdeburg, in dem ebenfalls Kurz- und Langzeitparkplätze existieren. Somit stehen insgesamt über 1.300 Parkplätze in unmittelbarer Nähe zum Hauptbahnhof zur Verfügung.
Taxistände gibt es am Willy-Brandt-Platz und am Konrad-Adenauer-Platz. Auto- und Fahrradverleihservicestellen befinden sich ebenfalls im und am Hauptbahnhof. Die Räder des bahneigenen Services Call a Bike finden sich am westlichen Ausgang zum angrenzenden ZOB. Vor dem Bahnhof, auf dem Bahnhofsvorplatz, gibt es 144 Fahrradabstellplätze an Anlehnbügeln, dazu kommen über 114 Plätze an Anlehnbügeln auf dem Kölner Platz und knapp 100 weitere Plätze am Konrad-Adenauer-Platz, sowie durch Restaurants und Dienstleister betriebene Abstellmöglichkeiten.

## Hauptbahnhof Magdeburg in der Literatur
Im Roman Der nasse Fisch von Volker Kutscher, der als Vorlage für die Verfilmung Babylon Berlin diente, hält sich die Hauptfigur Gereon Rath, nach einem Treffen mit dem Berliner Polizeipräsidenten, einen Moment im Hauptbahnhof Magdeburg auf.